# Мун, Уоррен
Уоррен Мун (англ. Warren Moon; род. 25 мая 1982, Грейвзенд, Англия) — австралийский футболист, полузащитник, бывший главный тренер сборной Папуа — Новой Гвинеи.

## Биография

### Клубная карьера
Родился в Грейвзенде, Англия. Мун окончил колледж Марист Розали в Брисбене и с 2003 года выступал за «Брисбен Страйкерс», выступающего в Национальной футбольной лиге. Отыграл два последних сезона НСЛ.
Перед дебютным сезоном А-Лиги подписал контракт с «Квинсленд Роар». Отыграл за клуб 16 матчей и забил 2 гола.
После сезона 2005/06 отправился на просмотр в шотландский «Хиберниан». «Хиберниан» не предложили контракт Муну и 31 августа 2006 он подписал контракт с «Куин оф зе Саут». После тяжелой травмы Уоррен вернулся в Австралию и в 2008 году он стал играющим тренером команды первого дивизиона Премьер-лиги Брисбена «Истерн Сабёрбс». В той же роли выступал в клубах «Пенинсула Пауэрс» и «Квинсленд Лайонс».

### Тренерская карьера
В 2008 году Мун возглавил «Истерн Сабёрбс» в первом дивизионе Премьер-лиги Брисбена. За свой первый полный год тренерской работы он вывел клуб с 10-го места в прошлом году в победители регулярного чемпионата, по пути дойдя до гранд-финала Кубка Премьер-лиги, где клуб уступил по пенальти «Пенинсула Пауэрс». В дальнейшем был играющим главным тренером в клубах «Пенинсула Пауэрс» и «Квинсленд Лайонс». В 2016 году окончательно завершил карьеру футболиста и полностью сосредоточился на тренерской работе.
В 2019 году был главным тренером футбольной команды Грамматической школы англиканской церкви. В том же году команда школы впервые победила в чемпионате публичных школ Квинсленда.
В 2020 году принял предложение о назначении генеральным менеджером академии «Брисбен Роар». 16 июля 2020 года «Брисбен Роар» назначил Муна главным тренером, заменив исполняющего обязанности тренера Даррена Дэвиса, выигравшего всего 3 игры из восемнадцати матчей. Мун был уволен из клуба 20 февраля 2023 года после ничьей 1:1 с «Сиднеем», после семиматчевой безвыигрышной серии команды и оставила их на предпоследнем месте в турнирной таблице. Его итоговая статистика на посту главного тренера «Брисбена» составила 22 победы, 22 ничьи (29 % соответственно) и 31 поражение (41 %), он дважды выходил в плей-офф и оба раза был выбит в первом раунде, а также финишировал с наивысшим результатом в полуфинале Кубка Австралии в 2022 году, проиграв со счетом 3:2 команде «Сидней Юнайтед».
В ноябре 2023 года назначен главным тренером сборной Папуа — Новая Гвинея. В качестве главного тренера провел 7 матчей из которых в одном одержал победу, в трех сборная сыграла в ничью и в трех проиграла. Был уволен из-за отказа перезжать для более эффективной работы в Порт-Морсби.